# グラム・ファルク・ヤクビ
グラム・ファルク・ヤクビ（パシュトー語: غلام فاروق يعقوبي、Ghulam Faruq Yaqubi、1938年 - 1992年4月）は、アフガニスタンの政治家、警察官僚。上級大将。ムハンマド・ナジーブッラー政権の秘密警察KHADの長官。

## 経歴
クンドゥーズ出身。パシュトゥーン人。父ハーン・モハマッドは将校。アマニ貴族学校、1961年にカーブル警察学校を卒業した。
- 1961年～1963年 - カーブル警察学校の講師
- 1963年～1965年 - 西ドイツのミュンスター大学と犯罪学研究所に留学し、学士号を得た。
- 1965年～1972年 - 再び警察学校の講師となり、内務省捜査局に勤務した。
- 1969年 - アフガニスタン人民民主党、パルチャム派に入党
- 1972年 - 10ヶ月間、西ドイツに研修
- 1973年～1978年 - 内務省刑事捜査局長、カーブル州警察局長

1978年の四月革命後、ラグマーン州のツァランドヤ（民警）隊長。1979年、警察学校で講師を務める。ハフィーズッラー・アミーンの権力掌握後、逮捕され、プリ・チャフリ刑務所に2ヶ月間収監された。
- 1980年～1985年 - 国家情報庁（KHAD）次官
- 1983年7月3日 - アフガニスタン人民民主党中央委員会委員候補
- 1985年12月7日 - 国家情報庁長官
- 1986年7月10日～1990年 - アフガニスタン人民民主党政治局員候補

ムジャーヒディーンのカーブル入城時、タジク人とムハンマド・ナジーブッラーの警護員間の交戦中に殺害された。

## パーソナル
兄のグラム・シディック・ヤクビは、アフガニスタン人民民主党中央委員会国際課職員。ファキル・モハマッド・ヤクビは、1980年代に教育相、無任所相を務めた。